# Jean Berthier
Pour les personnes ayant le même patronyme, voir Berthier.
Jean Berthier, né le 24 février 1840 à Châtonnay dans le Dauphiné et mort le 16 octobre 1908 à Grave (Brabant-Septentrional), est un prêtre catholique français fondateur de la congrégation des Missionnaires de la Sainte-Famille. Il est déclaré vénérable par l'Église en 2018.

## Biographie
Jean Baptiste Berthier, usuellement Jean Berthier, est l'aîné d'une famille de paysans pieux du Dauphiné. Il fait ses études à partir de l'âge de treize ans au petit séminaire de Grenoble, puis au grand séminaire qu'il termine à l'âge de vingt-deux ans. C'est un élève brillant. Il est ordonné en 1862. Il entre ensuite à la congrégation des Missionnaires de Notre-Dame de la Salette fondée dix ans plus tôt par l'évêque de Grenoble. Elle prêche des retraites pendant l'hiver à travers tout le diocèse, et fait des missions dans les villages, tout en s'occupant l'été du pèlerinage de Notre-Dame de la Salette.
Jean Berthier souffre d'une mauvaise santé, mais il en profite pour écrire de nombreux livres de spiritualité ou de prédication, ainsi que des articles dans des revues religieuses. Il devient un auteur religieux parmi les plus lus de son époque en France. Il est responsable depuis 1889 du séminaire de la congrégation. Il rencontre alors souvent des adolescents, fils de paysans, qui ne peuvent financer leurs études au séminaire ni entrer au petit séminaire, l'âge limite étant de treize ans. Il demande à ses supérieurs la permission d'ouvrir un séminaire pour vocations tardives, mais ils refusent.
Jean Berthier décide donc de former une nouvelle congrégation avec l'aide du cardinal Langénieux, archevêque de Reims, qui l'aide à en rédiger les constitutions. Il ouvre son premier séminaire en 1895 à Grave aux Pays-Bas, car le gouvernement français de la IIIe République est particulièrement hostile aux congrégations catholiques qu'il fait expulser de France. Les Missionnaires de la Sainte-Famille, tels qu'ils sont désormais appelés, sont reconnus par l'évêque local.
Jusqu'à sa mort en 1908, Jean Berthier travaille jusqu'à l'épuisement à l'établissement de bases solides à son œuvre.
Il existe aujourd'hui près d'un millier de missionnaires de la Sainte-Famille à travers le monde.
Le 21 mai 2018, le Saint-Siège a reconnu ses vertus héroïques, marquant l'avant-dernière étape avant sa béatification.

## Œuvres
Les œuvres ci-dessous sont indiquées selon l'ordre de plus ancienne publication ou réédition connue.
- La Mère selon le cœur de Dieu, ou Devoirs de la mère chrétienne à l'égard de ses enfants, 1866.
- La Jeune Personne et la vierge chrétienne à l'école des saints, 1868 ; rééd. sous le titre La Jeune Fille et la vierge chrétienne à l'école des saints, 4e éd., 1877.
- N.-D. de la Salette, son apparition, son culte, notice historique, 1871 ; Notre-Dame de la Salette, son apparition, son culte, le pèlerinage national de 1872, 1872.
- Des États de vie chrétienne et de la vocation, d'après les docteurs de l'église et les théologiens, 1875.
- Pèlerinage de Notre-Dame de la Salette, ou Guide du pèlerin sur la sainte montagne, 1878 (avec le P. Perrin).
- Quelle est ma vocation et que dois-je conseiller sur le choix d'un état ? entretiens de Théophile avec un missionnaire, 1878.
- Méthode facile pour préparer les petits enfants au sacrement de pénitence, 1879.
- L'Œuvre des vocations à la Salette, 1883.
- Le Prêtre dans le ministère des missions, des retraites et de la prédication, 1883, tome 1 ; tome 2 : Le Fidèle et l'âme religieuse éclairés sur les vérités de la foi et les devoirs de la vie chrétienne et de la vie parfaite, 1883.
- (la) Sententiae et exempla biblica e Veteri et Novo Testamento excerpta et ordinata..., 1886.
- Le Jeune homme chrétien à l'école des saints, 1890.
- Le Livre de tous, 1891.
- Méthode pour assister les mourants, 1891.
- Paroles et traits historiques les plus remarquables, 1892.
- Le Livre des petits enfants, 1893.
- L'état religieux, son excellence, ses avantages, ses obligations, ses privilèges, 1893.
- Le Prêtre dans le ministère de la prédication, ou Directoire du prédicateur en chaire et au saint tribunal et recueil de sermons, 4e éd., 1894.
- Notre Seigneur Jésus-Christ, ce que nous lui devons, 1894.
- La Vierge Marie, son culte, la dévotion envers elle, 1894.
- Abrégé de théologie dogmatique et morale avec les notions les plus importantes de droit canon, de liturgie, de pastorale, de théologie mystique et de philosophie chrétienne, rééd. 1896 (12e mille).
- Le Jeune homme comme il faut, 1896.
- Le Sacerdoce, son excellence, ses obligations, ses droits, ses privilèges, 1898.
- Les Merveilles de la Salette, 1898.
- Heureux les Cœurs purs, ou la Chasteté parfaite, à l'usage des prêtres, des religieux des deux sexes et de tous les fidèles, 1902.
- L'Art d'être heureux, 1904.
- La Clé du Ciel, 1905.
- Le mois et l'imitation de la Sainte Famille, 1906.
- Le Culte et l'imitation de la Sainte Famille, à l'usage des prêtres, des religieux des deux sexes et des fidèles, 1907.
- Un bouquet des plus belles fleurs, rééd. 1934 ; autre version : Une corbeille des plus belles fleurs.

## Sources bibliographiques
- « Berthier (Jean-Baptiste) » dans Dictionnaire de biographie française, vol. 6, Paris, 1954 [détail des éditions] .
- Victor Hostachy, Le R.P. Jean Berthier (1840-1908), l'écrivain, Les Alpes, 1943, coll. Figures missionnaires, volume 3, 106 pages.